# Phokion
Phokion (Φωκίων) hay Phocion, sinh năm 402 TCN và mất năm 318 TCN, là một chính khách và thống soái quân đội (strategos) của thành Athena cổ đại. Ông được biết với biệt danh "Người tốt bụng".
Plutarchus ghi nhận ông được bầu làm thống soái quân đội Athena đến 45 lần, nhiều hơn tất cả những thống soái Athena khác.

## Tiểu sử
Phokion là con của một người thợ rèn, chuyên gia công các dụng cụ bằng sắt. Lớn lên, ông theo học Platon, và là bạn hữu của Xenocrates. Ông nổi tiếng là người sống giản dị và nghèo khó. Plutarchus ghi nhận rằng hằng ngày ông chỉ mặc một bộ y phục đơn giản, và chỉ khi trời rất lạnh thì mới mặc thêm áo khoác. Ông tự mình lấy nước uống cho cả nhà, còn bánh mì do vợ ông tự làm tự nấu. Một lần, Alexandros Đại đế sai sứ giả đến tặng cho Phokion nhiều vàng bạc, ông đã từ chối và nói rằng nếu mình nhận vàng bạc thì sẽ làm xấu đi danh tiếng của nhà vua cũng như của bản thân.
Phokion được miêu tả là có khuôn mặt rất nghiêm khắc và khó chịu. Khi có người phàn nàn về điều đó, ông trả lời rằng khuôn mặt mình chưa hề làm hại ai, trái với những người có khuôn mặt cười vui nhưng luôn làm người khác đau khổ. Khi xã giao với bạn bè, Phokion luôn lịch sự và dễ chịu với người đối diện, ông cũng đối xử tốt với những địch thủ khi họ găp khó khăn; tuy nhiêm khi tranh luận về quốc sự thì ông sẵn sàng xúc phạm và làm tổn thương người khác. Plutarchus nói răng người ta gọi Phokion là "người tốt bụng" bất chấp tính tình nghiêm khắc của ông.
Phương pháp biện luận của Phokion là lời nói ngắn gọn nhưng sắc sảo thâm thúy, theo phong cách Sparta. Ông thường cố nói thật nhiều ý tứ trong những câu rất ngắn và súc tích; có một lần khi người ta hỏi ông đang trầm tư về chuyện gì, Phokion trả lời "tôi đang tìm cách rút ngắn bài phát biểu của mình". Giọng điệu biện luận của Phokion rất khắc nghiệt và ít có từ ngữ hoa mỹ. Polyeuctus người Sphettian khi so sánh Phokion với Demosthenes đã nói rằng Demosthenes là nhà hùng biện giỏi nhất thời đó nhưng Phokion là nhà diễn thuyết mạnh mẽ nhất.
Phokion không thích hùa theo dư luận và nhiều lần chống đối lại ý kiến của đa số. Một lần, khi người Athena nhận được lời sấm truyền từ đền thờ Delphi nói về một chính khách đứng ra cãi lời tất cả các những người khác, Phokion liền tuyên bố: "Là tôi đây." Một lần khác, khi đám đông tán dương một quan điểm của Phokion, ông quay sang hỏi người bên cạnh "Tôi vừa nói điều gì ngu ngốc chăng ?" (Οὐ δὴ που κακόν τι λέγων ἐμαυτὸν λέληθα?).
Phokion có một người con là Phokos, anh ta là một lực sĩ khỏe mạnh nhưng nghiện rượu và tiêm nhiễm nhiều thói hư tật xấu. Vì vậy Phokion gửi Phokos đến sống ở Sparta, hy vọng kỷ luật sắt thép của thành phố này có thể giáo dưỡng lại Phokos. Việc này khiến nhiều người Athena chỉ trích vì họ coi đó là sự sỉ nhục đối với nền giáo dục của Athena.

## Sự nghiệp
Phokion được bầu làm thống soái quân đội Athena đến 45 lần, nhiều hơn tất cả những người Athena khác. Đây là điều đặc biệt vì ông không thích chiến tranh, và trong nhiều trường ông được bầu chọn mà không hề hay biết, người ta phải tìm Phokion để thông báo việc bổ nhiệm. Plutarchus nói rằng trong trường hợp cần kíp, người dân luôn cần người khôn ngoan nhất, cho dù người đó có chống lại ý thích của dư luận như thế nào đi nữa.
Phokion không đồng tình với việc thỏa thuận phân chia quyền lực ở Athena vào thời ông sống, khi các tướng lĩnh chỉ chuyên lo việc binh bị và các chính trị gia chuyên lo việc dân sự. Ông muốn Athena được lãnh đạo bởi các chính khách đa năng đảm nhiệm được cả hai lĩnh vực như thời của Solon, Aristides và Perikles.

### Phục vụ dưới quyền Chabrias
Khi còn trẻ, Phokion là quân nhân hoạt động dưới quyền của thống soái Chabrias, một người có tính khí hơi thất thường. Chabrias bình thường rất lề mề nhưng khi nóng giận thì lại hấp tấp và liều lĩnh. Phokion có khả năng kiềm chế những khoảnh khắc hấp tấp và khắc phục sự lề mề của Chabrias, vì vậy Chabrias rất quý trọng ông. Sau khi Chabrias qua đời, gia đình của Chabrias được Phokion chăm lo. Tuy nhiên, việc chăm lo cho con trai Chabrias là Ktessipos đem lại cho ông nhiều phiền toái, có khi khiến Phokion phải kêu lên "Hỡi Chabrias ! Bằng việc chịu đựng con trai của ngài tôi đã chứng tỏ sự quý trọng của mình đối với tình bạn của ngài !".
Năm 376 TCN, hải quân Athena dưới quyền của Chabrias đã giành được một chiến thắng quan trọng ở Naxos. Phokion chỉ huy cánh phải của quân Athena và chính cánh quân này đã quyết định cục diện trận đánh. Chiến thắng này đã mang lại vinh quang to lớn cho cả Chabrias và Phokion.
Sau chiến thắng đó, Chabrias cử Phokion mang theo 20 chiến thuyền đi thu gom cống phẩm từ các thành phố phụ thuộc Athena. Phokion cho rằng 20 chiến thuyền là quá ít nếu như đi giao chiến, nhưng quá nhiều khi đi gặp gỡ các đồng minh, vì vậy ông chỉ mang theo 1 chiến thuyền. Chuyến đi của Phokion là một thành công, ông mang về Athena nhiều của cải cùng với nhiều chiến thuyền mà các đồng minh cung cấp để bảo vệ cho số cống phẩm thu được.

### Giúp đỡ người Ba Tư
Trong khoảng năm 351-349 TCN, Phokion đem quân giúp vua Ba Tư dẹp một cuộc khởi nghĩa ở đảo Síp.

### Chiến tranh chống lại vua Philippos II của Makedonia
Năm 349 TCN, vua Makedonia là Philippos II tấn công đảo Euboea và dựng lên nhiều nhà cầm quyền thân hữu với ông ta. Người Athena cử Phokion chỉ huy quân đội đến hòn đảo này, mưu dựa vào sự ủng hộ của cư dân địa phương để đánh trả. Tuy nhiên, vua Philippos đã mua chuộc hầu hết các nhân vật lãnh đạo Euboea khiến cho quân Athena bị cô lập. Phokion buộc phải rút quân về một vị trí hiểm trở và xây đồn lũy cố thủ. Một số binh lính trong trại đào ngũ và bỏ trốn, nhưng Phokion để mặc họ vì cho rằng những người này có ở lại cũng chỉ gây hại thêm, đồng thời do mặc cảm tội lỗi thì họ cũng sẽ không dám chống đối về sau này.
Khi nhìn thấy quân Makedonia kéo đến trại quân Athena, Phokion tổ chức một lễ tế thần và ra lệnh cho toàn quân đứng yên chờ đợi. Ông cố ý kéo dài lễ hiến tế thật lâu khiến nhiều người mất kiên nhẫn và chống lệnh xông ra trước. Quân Makedonia dễ dàng đánh bại những kẻ xông ra rồi thừa thắng xông vào trại quân Athena. Nhưng đúng lúc đó, Phokion ra lệnh cho toàn quân ào ra phản công. Những người bỏ chạy cũng được tập hợp lại và xông đến trợ chiến. Trận đánh nhanh chóng đảo chiều và kết thúc bằng chiến thắng trọn vẹn của quân Athena. Sau trận đánh, Phokion thả hết số tù binh Hy Lạp vì sợ người Athena giận dữ có thể tàn sát họ, sau đó kéo quân đánh chiếm Zareta, một pháo đài nằm ở nơi hẹp nhất của hòn đảo (nay là làng Zarakes thuộc quận Dystos ở Euboea).
Vua Philippos lại đem quân đến eo biển Hellespont, tấn công Chersonesos, Perinthos và Byzantium. Người Athena cử Chares mang viện binh đến giải vây, nhưng cư dân địa phương không thích Chares vì vậy hạm đội Athena suốt một thời gian dài chỉ đi loanh quanh trong vùng mà không làm được gì cả. Athena chán nản muốn bỏ cuộc hành quân, tuy nhiên Phokion khuyên người dân rằng lỗi là do chính mình làm các đồng minh ghét ngay cả khi họ cần mình nhất. Người Athena liền cử Phokion chỉ huy thay cho Chares, và may mắn cho Phokion là ông có quen biết với các nhân vật tiếng tăm ở Byzantium, vì vậy người dân địa phương liền mở cổng thành chào đón Phokion. Đồng thời, quân Athena cũng tuân thủ kỷ luật và cư xử tử tế, nhờ đó giành được thiện cảm của dân địa phương. Kết quả là quân Athena đã đánh bại vua Philippos và đuổi người Makedonia ra khỏi Hellespont. Tuy nhiên Phokion cũng bị thương trong khi giao chiến và ông buộc phải trở về Athena.

### Giúp đỡ người Megara
Trong thời gian này người Megara bí mật đến nhờ Athena giúp đỡ về quân sự. Người Athena cử Phokion chỉ huy quân đội đến Megara. Ông liền cho củng cố các công sự bao quanh cảng biển Nisaea của họ, rồi xây hai bức tường kéo dài từ cảng đến thành phố. Lúc này người Megara cảm thấy mình được bảo vệ an toàn vì vậy tình nguyện liên minh với Athena.

### Đấu tranh với vua Philippos lần thứ hai
Mặc dù từng đánh thắng vua Philippos nhiều lần, nhưng Phokion chống lại chính sách đối đầu với Makedonia. Tuy nhiên, phái chủ chiến do Lykourgos, Demosthenes và Hypereides đứng đầu đã chiếm ưu thế trên chính trường. Người Athena bầu lên một thống soái khác để tiến hành chiến tranh trong thời gian Phokion vắng mặt. Sau đó, khi các đại biểu thảo luận rằng nên tiến hành chiến tranh ở xa hay ở gần, Phokion biện luận rằng điều quan trọng không phải là đánh nhau ở đâu mà là đánh như thế nào, nếu thua trận cho dù ở xa thì chiến tranh cũng sẽ nhanh chóng kéo đến cửa ngõ thành phố.
Cuối cùng, liên quân Hy Lạp do Athena và Thebes cầm đầu bị đánh tan ở Chaironea năm 338 TCN. Lúc này, Phokion lại được bầu làm Thống soái. Ông đề nghị hòa đàm riêng với vua Philippos thay vì tham gia một hội nghị toàn Hy Lạp do Makedonia chủ trì, vì ông cho rằng có thể điều đình riêng các điều khoản có lợi với nhà vua trong khi các điều khoản mà Makedonia muốn áp đặt chung cho cả xứ Hy Lạp thì không thể biết được. Tuy nhiên, người Athena đã chọn cách tham gia hội nghị chung, và kết quả là Phokion đã đúng vì tại đó Makedonia đã ép buộc Athena cống nạp nhiều chiến thuyền lẫn kỵ binh.
Năm 336 TCN, vua Philippos bị ám sát. Người Athena muốn ăn mừng, nhưng Phokion đã cấm tất cả các hoạt động như vậy vì cho rằng đạo quân đánh bại Athena chỉ mới mất đi một người.

### Hòa đàm với Alexandros Đại đế
Sau khi vua Philippos chết, Alexandros Đại đế lên ngôi khi còn rất trẻ. Các thành phố Hy Lạp lại nổi dậy chống lại sự cai trị của Makedonia. Khi Alexandros đem quân đánh dẹp thành Thebes, Demosthenes đã đứng lên chỉ trích Alexandros dữ dội. Phokion không đồng tình với Demosthenes, ông cho rằng không nên chọc giận Alexandros lúc này đang khao khát lập công và sẵn sàng đáp trả mạnh mẽ. Quả thật, cuộc khởi nghĩa tại Thebes bị Alexandros dìm trong biển máu, và ngay lập tức nhà vua Makedonia đòi Athena phải giao nộp Demosthenes cùng các nhân vật chống đối khác. Khi các đại biểu Athena hỏi ý kiến của Phokion về điều này, ông nói rằng nếu như buộc phải giao nộp người bạn thân nhất của mình thì ông cũng đồng ý làm, và điều tốt nhất là nên làm dịu cơn giận của Alexandros.
Người Athena cử sứ giả đến điều đình với Alexandros, nhưng nhà vua trẻ không thèm gặp họ. Sau đó Phokion được cử đến thương thuyết, Alexandros lại niềm nở tiếp ông vì nhà vua biết phụ thân mình từng rất kính trọng Phokion. Phokion đã thành công trong việc thuyết phục Alexandros tha tội cho Demosthenes và những người khác. Ông cũng khuyên nhà vua nên tiến hành giảng hòa ngay nếu mục đích của Alexandros chỉ là hòa bình, còn nếu Alexandros đang mưu cầu vinh quang trong chiến tranh thì hãy chinh phạt những người ngoại quốc thay vì Hy Lạp.
Từ đó Phokion trở thành một trong những người mà Alexandros kính trọng nhất, hơn cả nhiều người bạn thân thiết của Alexandros. Một lần, Alexandros cho các sứ giả mang nhiều lễ vật đến tiếp Phokion. Khi Phokion hỏi tại sao chỉ có một mình ông được tặng quà, các sứ giả trả lời rằng nhà vua chỉ kính trọng mỗi mình Phokion thôi. Khi các sứ giả nhìn thấy gia đình Phokion sống rất đạm bạc, họ năn nỉ ông nhận lễ vật vì nhà vua Alexandros rất xấu hổ nếu để một bằng hữu sống nghèo khó. Phokion trả lời rằng ít nhất ông giàu có hơn một cụ già ăn mặc rách rưới đang ở ngoài phố, và nếu ông nhận quà thì sẽ làm xấu đi danh tiếng của nhà vua lẫn của bản thân. Thay vào đó, Phokion đề nghị Alexandros tha bổng cho một số người đang bị giam ở Sardis, và nhà vua chấp thuận.
Phokion chủ trương duy trì quan hệ hữu hảo với Makedonia. Khi Alexandros viết thư yêu cầu Athena cống nạp nhiều thuyền chiến, dư luận trong thành phố tỏ ý phản đối. Phokion khuyên họ nên chấp thuận, vì nếu Athena không phải là kẻ chiến thắng thì hãy duy trì quan hệ hữu hảo với những người đã thắng.

### Cuộc chiến tranh Lamia và hòa đàm với Antipatros
Năm 323 TCN, Alexandros Đại đế chết ở Babylon. Các tướng lĩnh của ông đánh nhau để tranh giành quyền lực. Người dân Athena rục rịch nổi dậy. Một lần nữa, Phokion lại phản đối vì ông lo ngại Athena không có đủ tiềm lực để duy trì cuộc khởi nghĩa. Mặc dù vậy, phái chủ chiến ở Athena vẫn áp đảo và họ cử Leosthenes - thủ lĩnh phe chủ chiến - làm thống soái cùng với Phokion. Người Athena và các thành bang khác bắt đầu tham gia vào cuộc chiến tranh Lamia chống lại Makedonia. Thời gian đầu, quân Athena giành được nhiều trận thắng và có lúc đã vây khốn quân Makedonia tại Lamia. Người ta hỏi Phokion rằng ông có muốn làm vị Thống soái thắng trận hay không, Phokion nói rằng ông vẫn giữ quan điểm là Athena khó có cửa thắng. Tuy nhiên Phokion vẫn tham gia tác chiến và ông đã chỉ huy quân Athena đập tan cuộc tấn công của quân Makedonia tại gần Rhamnos, giết chết tướng địch là Mikion. Cùng thời gian đó, quân Hy Lạp lại đánh thắng người Makedonia ở Thessalia.
Tuy nhiên, một lượng lớn viện binh Makedonia từ châu Á đã kéo sang Hy Lạp. Chiến tranh đảo chiều và người Hy Lạp bị thua ở trận Krannonas. Thống soái Antipatros của Makedonia kéo binh đến sát Athena và ép người Athena ký hòa ước với những điều kiện khắt khe: phải bồi thường chiến phí và nộp phạt, giao nộp các lãnh tụ chủ chiến, bãi bỏ chế độ dân chủ và cho phép quân Makedonia đồn trú ở Athena. Phokion cố thuyết phục Antipatros từ bỏ việc đóng quân ở Athena nhưng thất bại. Bù lại, chỉ huy quân đồn trú là Menillos, một người thân quen với Phokion.
Antipatros đã áp đặt một nền cai trị hà khắc lên Athena. Nhiều người bị trục xuất và nhiều người khác phải bỏ chạy. Demosthenes uống thuốc độc tự sát vì không muốn lọt vào tay người Makedonia. Trong thời gian này, Phokion là người cầm quyền ở Athena. Một mặt, ông loại bỏ các phần tử có tư tưởng bạo loạn ra khỏi chính quyền địa phương. Mặt khác, Phokion cố giúp đỡ những người tị nạn và sắp xếp cho họ có quyền công dân tại vùng Peloponnesos. Ông cũng từ chối các món quà của Antipatros và Menillos. Khi Antipatros nhờ Phokion giúp một số việc mà ông cảm thấy không phù hợp, Phokion trả lời "Tôi không thể vừa là bạn vừa là đầy tớ của ngài."

## Thất sủng và bị hành quyết
Người Athena giận Phokion vì thái độ khuất phục của ông đối với nền cai trị của Antipatros. Cái chết của Demosthenes bởi người Makedonia lại khiến Phokion bị căm ghét hơn.
Năm 319 TCN, Antipatros chết. Ông không trao quyền lại cho con trai Kassandros mà lại cho tướng Polyperchon. Kassandros liền tìm cách dấy binh chống lại Polyperchon, ông ta đưa Nikanor sang Athena thay thế cho Menillos. Phokion lại tìm cách làm thân với Nikanor và thuyết phục ông này thực hiện chính sách cai trị khoan dung với Athena. Theo lời khuyên của Phokion, Nikanor chi nhiều tiền tổ chức một cuộc vui chơi lễ hội lớn trong thành phố.
Để chống lại Kassandros, Polyperchon tìm cách lợi dụng thế lực đối nghịch với Phokion. Lúc này ở Athena chia làm hai phe: phe quý tộc (có Phokion tham gia) ủng hộ Kassandros và phe bình dân ủng hộ Polyperchon. Polyperchon liền gửi một bức thư đến Athena hứa hẹn sẽ khôi phục lại chế độ dân chủ lúc xưa. Bức thư này khiến dư luận Athena bị kích động và Nikanor phải đích thân đến gặp các lãnh đạo Athena để dàn xếp. Nikanor tin rằng mình sẽ đến nơi an toàn nhờ vào uy tín của Phokion, tuy nhiên người Athena đã bắt giữ ông ta và Nikanor buộc phải đào thoát với sự giúp đỡ của chính Phokion. Việc này khiến Phokion bị chỉ trích kịch liệt, nhưng Phokion tuyên bố ông vẫn tin tưởng vào Nikanor.
Tuy nhiên, Phokion đã quá nhẹ dạ khi tin rằng Nikanor vẫn còn giữ thiện ý sau sự kiện này. Ngay sau đó, Nikanor lập tức xua quân đánh chiếm cảng Piraeus. Ban đầu, Phokion không chịu chỉ huy người Athena đánh Nikanor, đến khi ông chấp nhận bắt tay vào làm việc thì binh lính không còn muốn nghe lời ông nữa. Người Athena nổi loạn chống lại Phokion. Cùng lúc đó, Polyperchon cho con trai là Alexandros mang quân đến Athena với danh nghĩa là chống lại Nikanor. Theo chân Alexandros, nhiều nhân vật chính trị đối nghịch cũng theo về Athena. Phokion bị thất sủng và mau chóng bị truất phế.

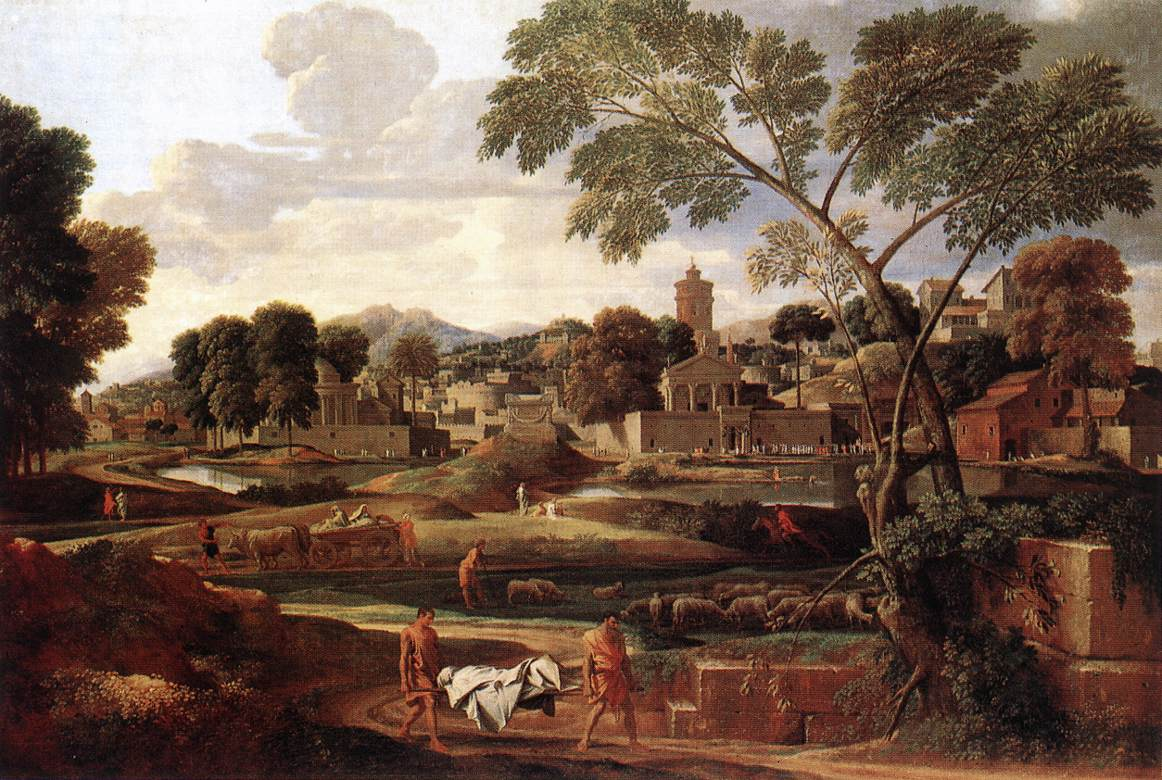
Bức tranh của Nicolas Poussin về việc đem thi thể của Phokion đi hỏa táng (1648)

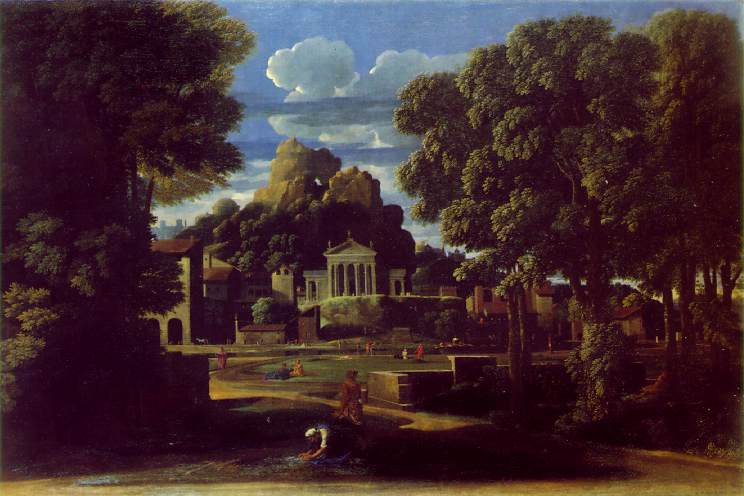
Bức tranh của Nicolas Poussin về việc vợ Phokion lén đi chôn tro xương của chồng (1648)

Ngay lập tức, Agnonides, một địch thủ chính trị của Phokion, lên tiếng cáo buộc ông phản quốc vì đã dung dưỡng cho Nikanor. Dưới sự ủng hộ của Polyperchon, Phokion và nhiều người khác bị bắt giam và bị đưa ra tòa xét xử. Phiên tòa có sự tham dự của cả nô lệ, người ngoại quốc và những người từng bị trục xuất. Phokion nói "Ta thừa nhận là ta có tội, ta đáng tội chết. Nhưng tại sao lại đòi xử chết những người khác không phạm lỗi gì ?". Người ta trả lời rằng ngay cả làm bạn bè với Phokion cũng là một tội lỗi. Kết quả, Phokion và mười người khác bị xử tử hình bằng thuốc độc theo luật Athena.
Khi các tử tù bị hành hình, họ phát hiện ra rằng liều thuốc độc quá ít không thể giết họ ngay. Nhân viên thi hành án bèn đòi tiền để lấy thêm thuốc. Người ta trả cho anh này 12 drachma, còn Phokion mỉa mai người Athena thậm chí không thể chết nếu thiếu tiền.
Người Ạthena không cho chôn cất thi thể của Phokion tại Athena, thậm chí việc hỏa táng xác của ông cũng bị cấm. Cuối cùng, một người tên là Conopion được thuê để lén đưa xác Phokion vòng qua biên giới Megara để hỏa táng. Trong khi đó, vợ của Phokion xây một ngôi mộ trống, rồi chờ nhận tro xương của chồng về để chôn cất bí mật. Năm 317 TCN, Kassandros giành lại quyền kiểm soát Athena. Lúc này, dư luận Athena lại đổi chiều. Người ta chi tiền cải táng cho Phokion rồi dựng tượng ông trong thành phố. Agnonides bị xử tử, hai người khác là Epikouros và Demophilos tìm cách bỏ trốn nhưng bị Phokos, con trai của Phokion, lùng bắt được và giết chết.